# ポルシェ・787
ポルシェ・787（Porsche 787 ）は1960年に製作されたポルシェのフォーミュラ2カーである。フォーミュラ1カーとしても使用された。

## 概要
1960年フォーミュラ2に参加するために製作され、1961年からはフォーミュラ1にステップアップした。

### エンジン
190馬力/8,000rpmを発生する水平対向4気筒をミッドシップする。

## レース戦績
ヴォルフガング・フォン・トリップスとダン・ガーニーのドライブで1960年フォーミュラ2のコンストラクターズ・チャンピオンを取得した。